# Ферронато, Стефано
Сте́фано Феррона́то (итал. Stefano Ferronato; род. 29 декабря 1968, Кортина-д’Ампеццо, Венеция) — итальянский кёрлингист.

### Спортивная карьера
Национальная сборная
Ферронато дебютировал в 1986 году с итальянской сборной юниоров по кёрлингу, участвуя в чемпионате мира среди юниоров в Дартмуте, Канада. Он играл в составе сборной юниоров до 1990 года, принимая участие в пяти чемпионатах мира среди юниоров по кёрлингу.
Он также был частью итальянской сборной по кёрлингу, сыграв в чемпионате мира в 2005 году в Виктории и восьми чемпионатах Европы по кёрлингу
В общей сложности Стефано сыграл 81 матч со сборной, а всего 127. Лучшим результатом спортсмена было 5-е место, полученное европейцам в Софии, Болгария, в 2004 году.
15 марта 1988 года в Фюссене, в Западной Германии, проиграл 0 — 16 против сборной Швейцарии, это было худшее поражение итальянской сборной юниоров по кёрлингу.

## Достижения
- Чемпионат Италии по кёрлингу среди мужчин: золото (7 раз), серебро (4 раза), бронза (1 раз).[1]
- Чемпионат Италии по кёрлингу среди юниоров: золото (1 раз).

## Команды
| Сезон   | Четвёртый         | Третий                  | Второй                                    | Первый              | Запасной         | Тренер                      | Турниры                              |
| ------- | ----------------- | ----------------------- | ----------------------------------------- | ------------------- | ---------------- | --------------------------- | ------------------------------------ |
| 1985—86 | Стефано Ферронато | Gianluca Lorenzi        | Elio Maran                                | Marco Alberti       |                  |                             | ЧМЮ 1986 (10 место)                  |
| 1986—87 | Стефано Ферронато | Gianluca Lorenzi        | Elio Maran                                | Marco Alberti       |                  |                             | ЧМЮ 1987 (10 место)                  |
| 1987—88 | Стефано Ферронато | Gianluca Lorenzi        | Elio Maran                                | Marco Alberti       |                  |                             | ЧМЮ 1988 (10 место)                  |
| 1988—89 | Стефано Ферронато | Gianluca Lorenzi        | Джанпаоло Дзандеджакомо                   | Marco Alberti       |                  |                             | ЧМЮ 1989 (8 место)                   |
| 1989—90 | Стефано Ферронато | Gianluca Lorenzi        | Marco Alberti                             | Alessandro Lettieri |                  |                             | ЧМЮ 1990 (8 место)                   |
| 1997—98 | Клаудио Пеша      | Стефано Ферронато       | Alessandro Lettieri                       | Алессандро Дзиза    | Gianluca Lorenzi | Фабио Альвера, Отто Даниели | ЧЕ 1997 (13 место)                   |
| 1999—00 | Стефано Ферронато | Фабио Альвера           | Gianluca Lorenzi                          | Алессандро Дзиза    | Марко Мариани    |                             | ЧЕ 1999 (12 место)                   |
| 2000—01 | Стефано Ферронато | Фабио Альвера           | Gianluca Lorenzi                          | Алессандро Дзиза    | Марко Мариани    | Родгер Густаф Шмидт         | ЧЕ 2000 (12 место)                   |
| 2003—04 | Стефано Ферронато | Фабио Альвера           | Марко Мариани                             | Алессандро Дзиза    | Адриано Лоренци  | Родгер Густаф Шмидт         | ЧЕ 2003 (8 место)                    |
| 2004—05 | Стефано Ферронато | Фабио Альвера           | Вальтер Бомбассеи (ЧЕ) Марко Мариани (ЧМ) | Алессандро Дзиза    | Жоэль Реторна    | Родгер Густаф Шмидт         | ЧЕ 2004 (5 место) ЧМ 2005 (12 место) |
| 2006—07 | Стефано Ферронато | Алессандро Дзиза        | Марко Мариани                             | Адриано Лоренци     | Джорджо Да Рин   |                             | ЧЕ 2006 (12 место)                   |
| 2008—09 | Стефано Ферронато | Алессандро Дзиза        | Джанпаоло Дзандеджакомо                   | Марко Мариани       | Джорджо Да Рин   | Фабио Альвера               | ЧЕ 2008 (12 место)                   |
| 2009—10 | Стефано Ферронато | Джанпаоло Дзандеджакомо | Марко Мариани                             | Алессандро Дзиза    | Джорджо Да Рин   | Жан-Пьер Рюче               | ЧЕ 2009 (10 место)                   |

(скипы выделены полужирным шрифтом)